# Gualövs kyrka
Gualövs kyrka är en kyrkobyggnad belägen väster om Gualöv, Bromölla kommun. Den är församlingskyrka i Ivetofta-Gualövs församling i Lunds stift och tillhör Svenska kyrkan.

## Kyrkobyggnaden
Kyrkans äldsta delar byggdes under den senare delen av 1100-talet. Då bestod den som många andra romanska kyrkor av kor, absid och långhus. På 1400-talet fick kyrkan valv och i söder byggdes ett vapenhus. Långhuset förlängdes åt väster 1833. Värt att notera är att Gualövs kyrka saknar torn, till skillnad från de flesta andra skånska kyrkor. I stället har kyrkan en klockstapel som byggdes under 1700-talet.
Inne i kyrkan finns flera kalkmålningar, både från 1100-talet och 1400-talet. Särskilt välbevarad är den romanska målningen i triumfbågens valv. Målningen föreställer två personer: adelsmannen Hugitus och hans hustru Hialmsvith till dess minne Hugitus lät utsmycka kyrkan med målningar. Målningen tillkom troligtvis mellan 1150 och 1200.
I valven finns senmedeltida målningar från omkring 1475 utförda av Fjälkingemästaren. I det västra valvet avbildades de tre heliga nordiska kungar S:t Olof (Norge), S:t Knut (Danmark) och S:t Erik (Sverige) som visar på målningens tillkomst under Kalmarunionens tid. Dessutom ser man kyrkans skyddshelgon S:t Laurentius. I det mellersta valvet visas Kristus som domare på den Yttersta dagen, det himmelska Jerusalem, Helvetet, samt Fortunas hjul, en allegori på hur lyckan i livet snart kan vända. I det östra valvet som spänner sig över korrummet avbildas de fyra ärkeänglarna Gabriel, Uriel, Mikael och Rafael.

## Inventarier
- Altaruppsatsen av bildhuggaren Gustav Kihlman dateras till 1704. Altartavlan i mitten är en korsfästelsescen där Jesus flankeras av Mose med stentavlorna och Johannes Döparen som pekar på Guds Lamm.
- 1952 upptäcktes en relikgömma i altaret. Den ska ha kommit dit vid kyrkans invigning.
- Vid kyrkans norra vägg hänger ett gammalt altarskåp som tillverkades i Nordtyskland omkring år 1510. Altarskåpet har tidigare varit rikt bemålat. Numera finns några fragment av bakgrunden i guld och några röda fläckar.
- Predikstolen och dopfunten i sen renässansstil är från slutet av 1600-talet.
- På Lunds universitets historiska museum finns en kalvariegrupp skuren i trä som troligen är från mitten av 1200-talet. Under katolsk tid fanns kalvariegruppen i kyrkans triumfbåge som skiljde långhuset från koret. Vid reformationen togs kalvariegruppen ned.
- Kyrkans senaste inventarium är ett dopträd som tillkom 2010.

### Orgel
- Före 1952 användes ett harmonium.
- Den nuvarande orgeln byggdes 1952 av Grönlunds Orgelbyggeri AB, Gammelstad och är en mekanisk orgel. Orgeln renoverades 1985 av A. Mårtenssons Orgelfabrik AB, Lund. Vid renoveringen byttes Sordun 16' i pedalen ut mot Subbas 16'

| Manual        | Pedal         | Koppel  |
| Rörflöjt 8´   | Subbas 16´    | Man/Ped |
| Gedackt 8'    | Gedacktbas 8' |         |
| Principal 4'  | Kvintadena 4' |         |
| Salicional 4' | Nachthorn 2'  |         |
| Nasard 1 1/3' |               |         |
| Scharf 2 chor |               |         |
| Regal 8'      |               |         |

## Bilder

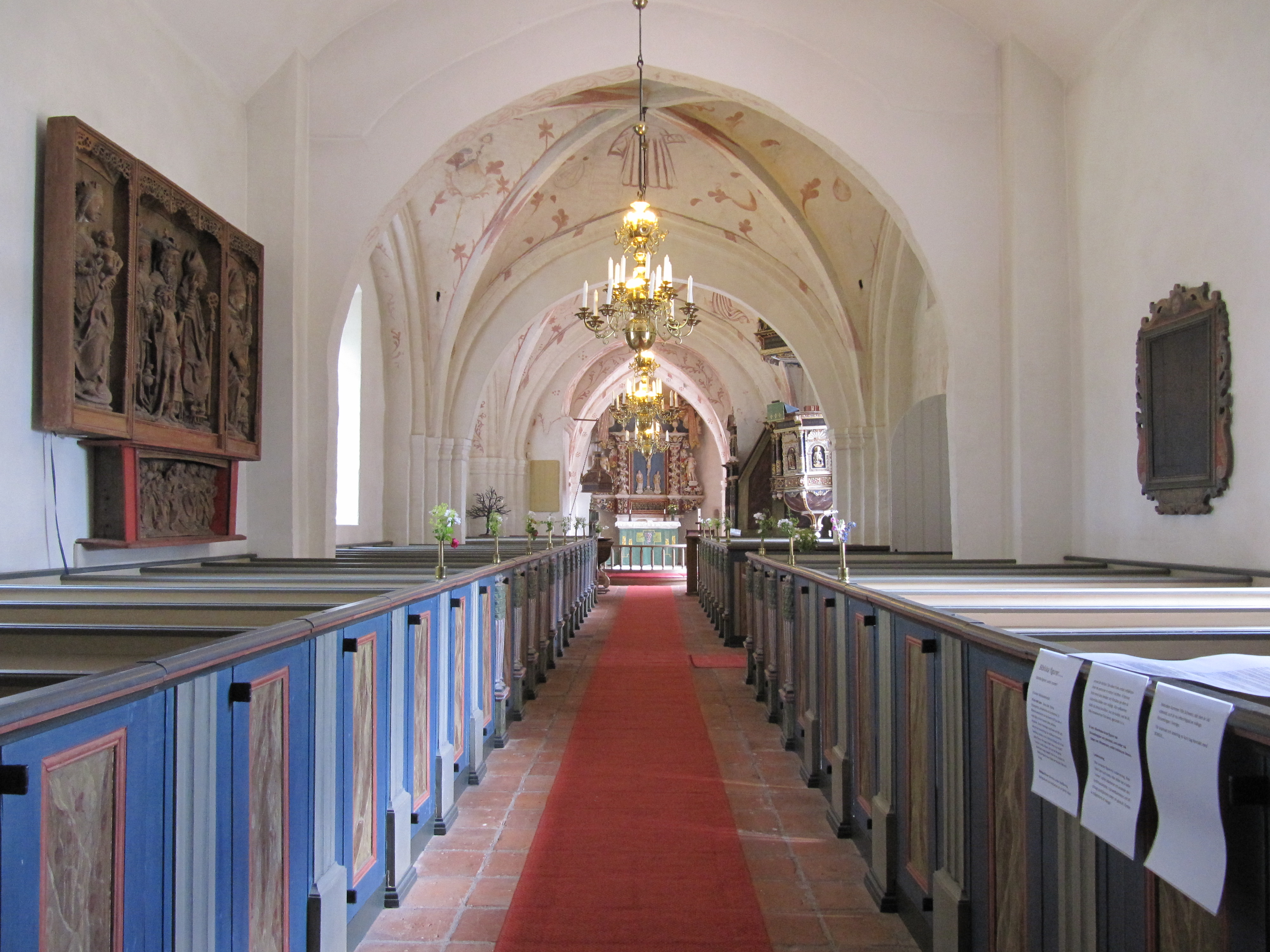
Interiör.
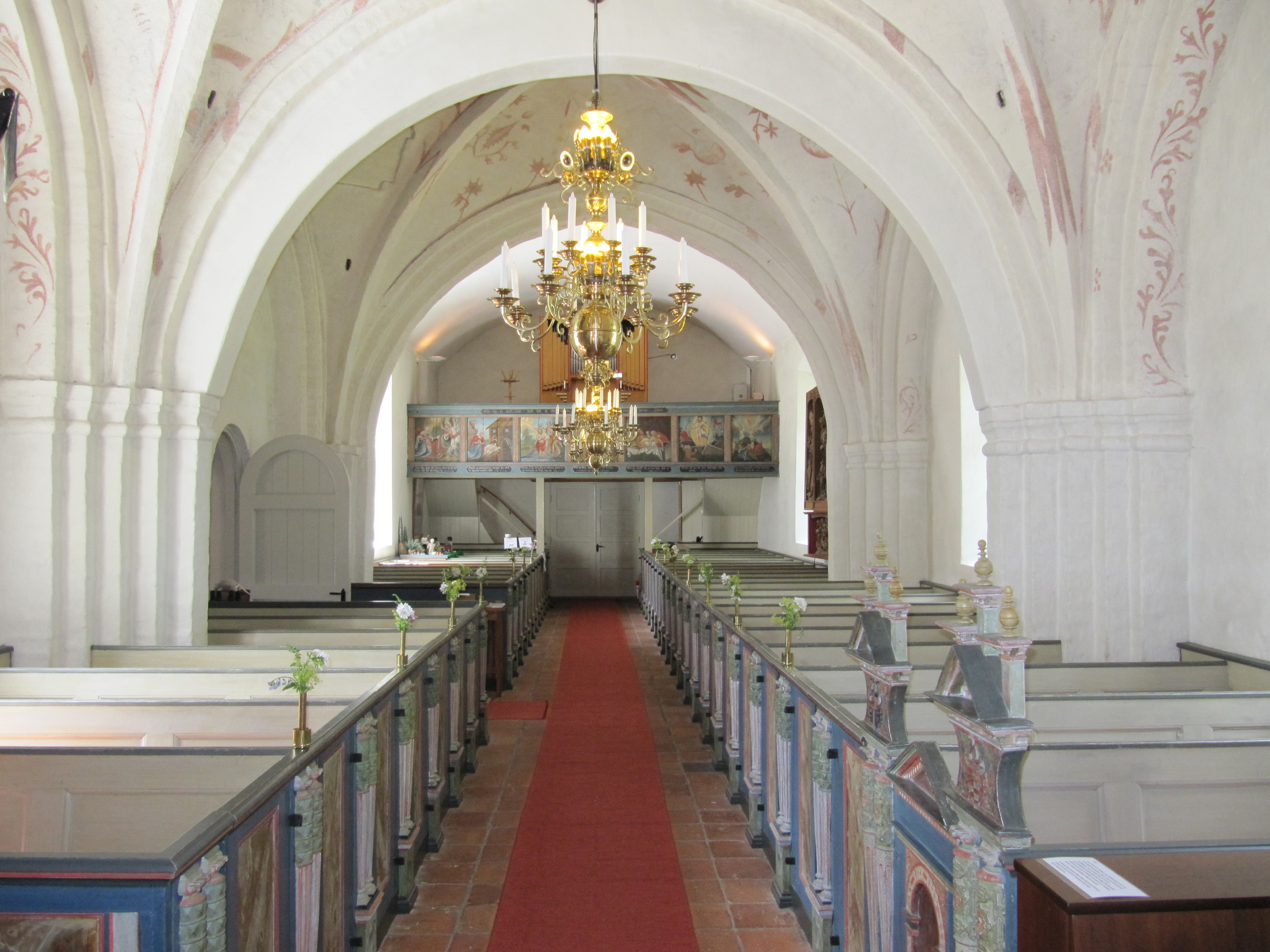
Kyrkorummet mot väster.
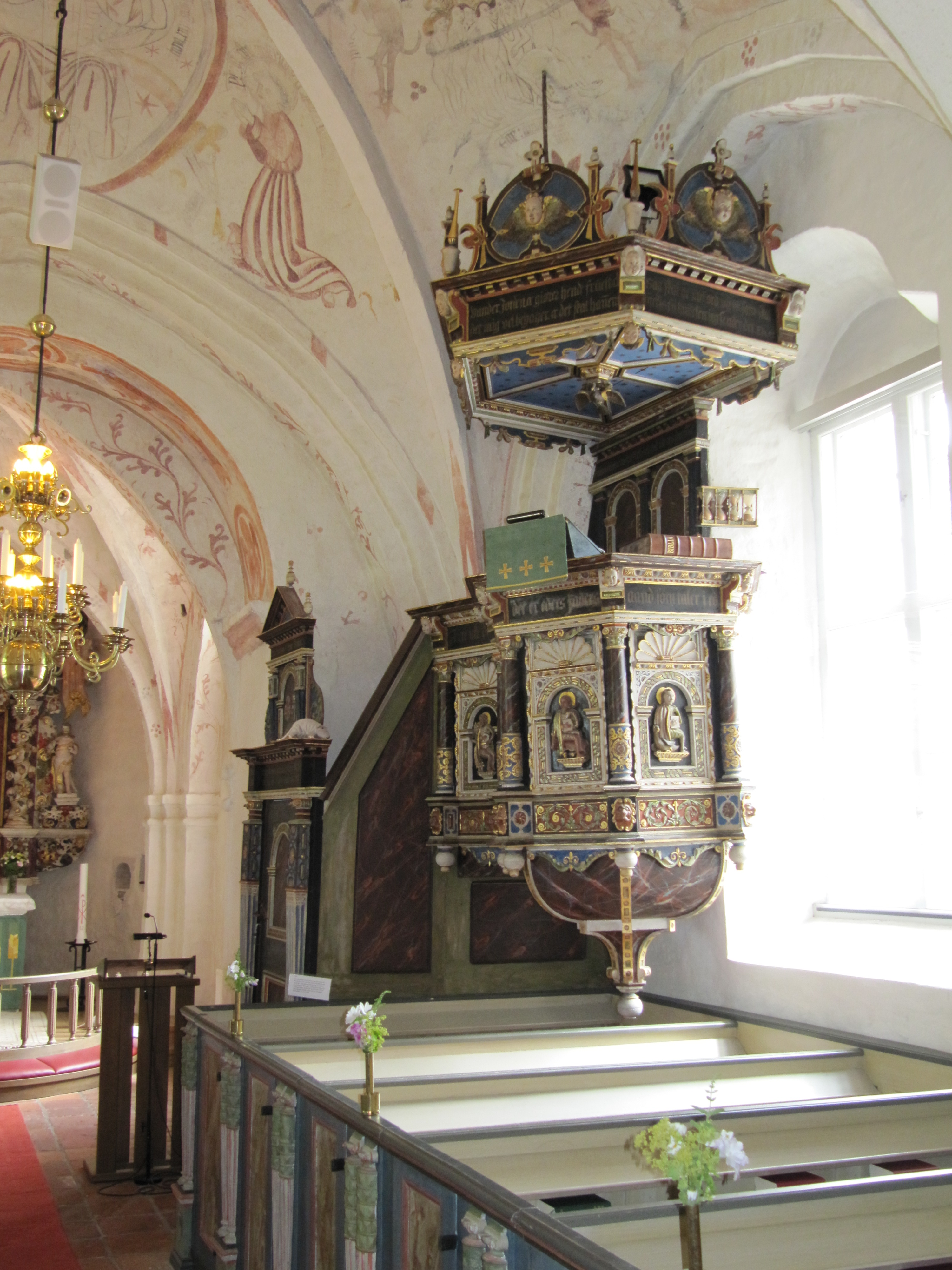
Predikstolen.
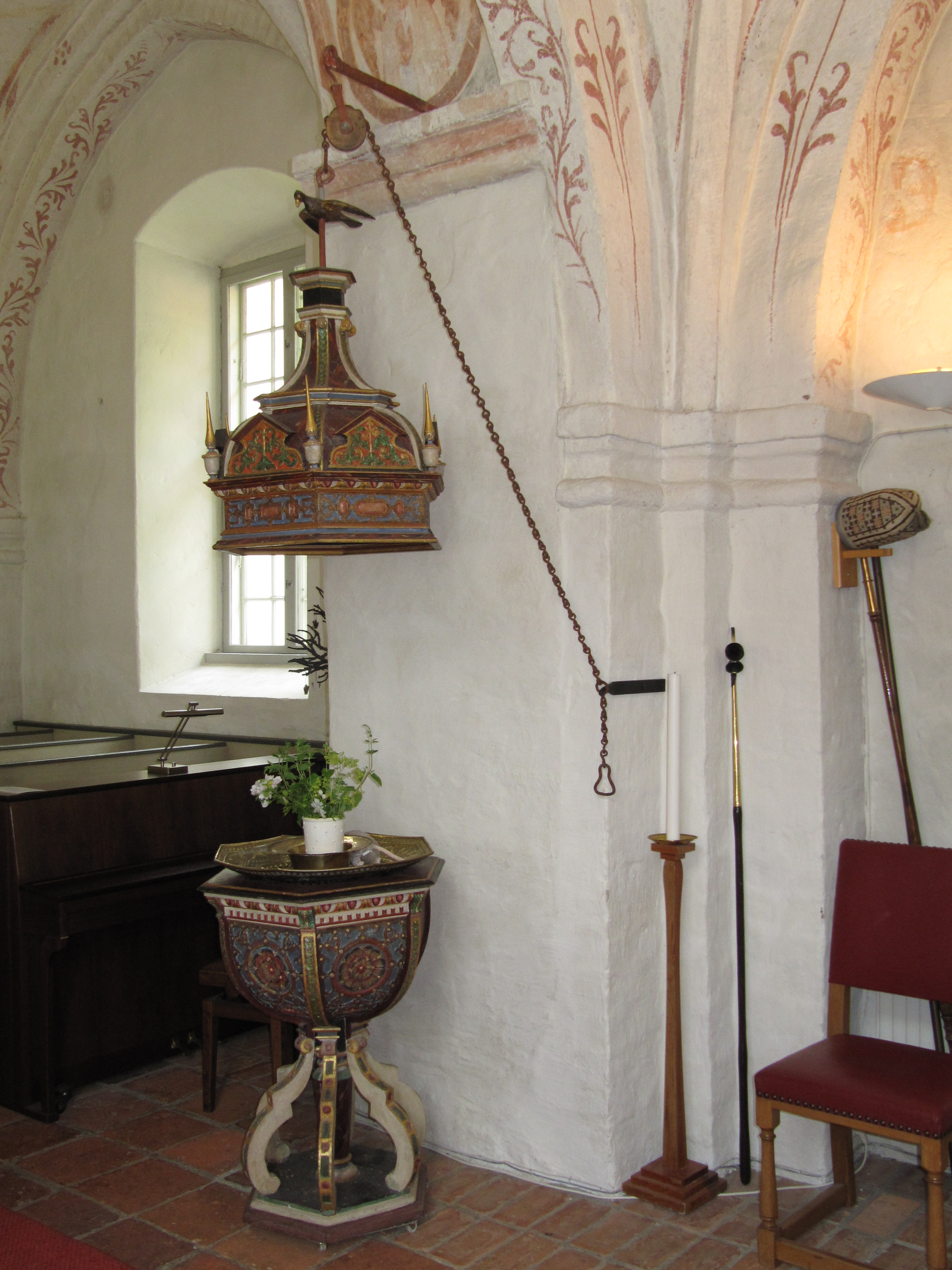
Dopplatsen.
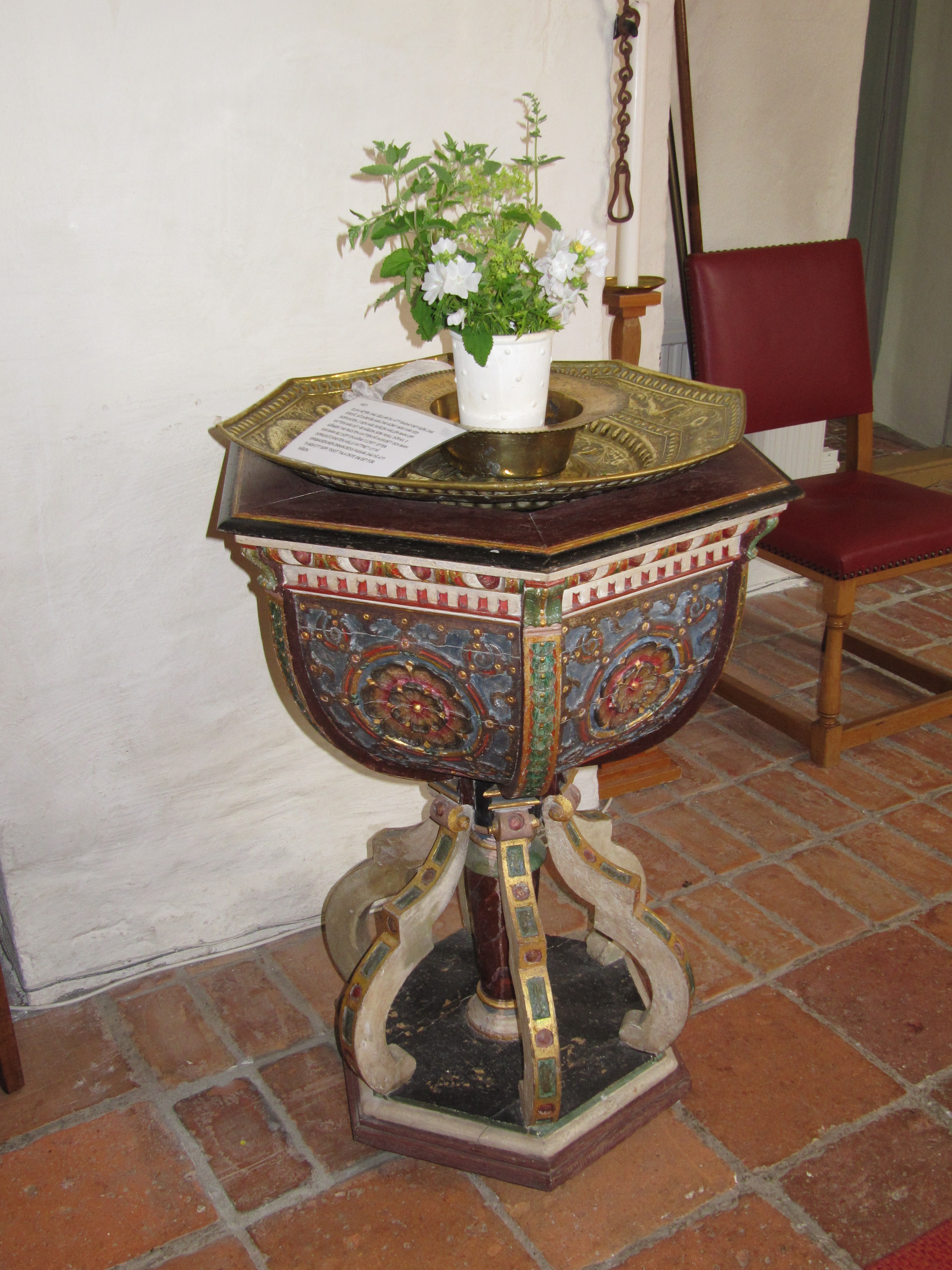
Själva dopfunten.
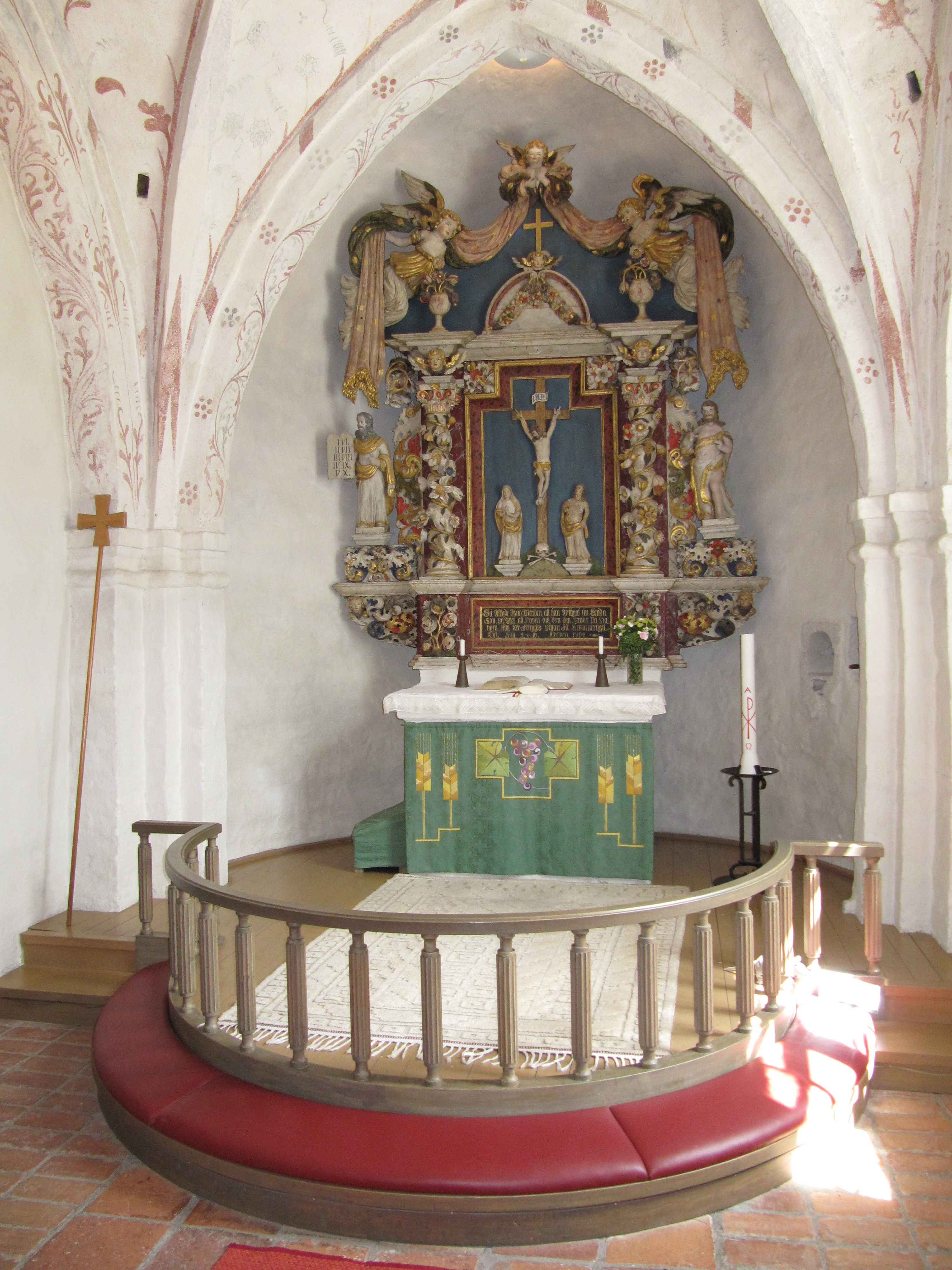
Altare och altaruppsats.
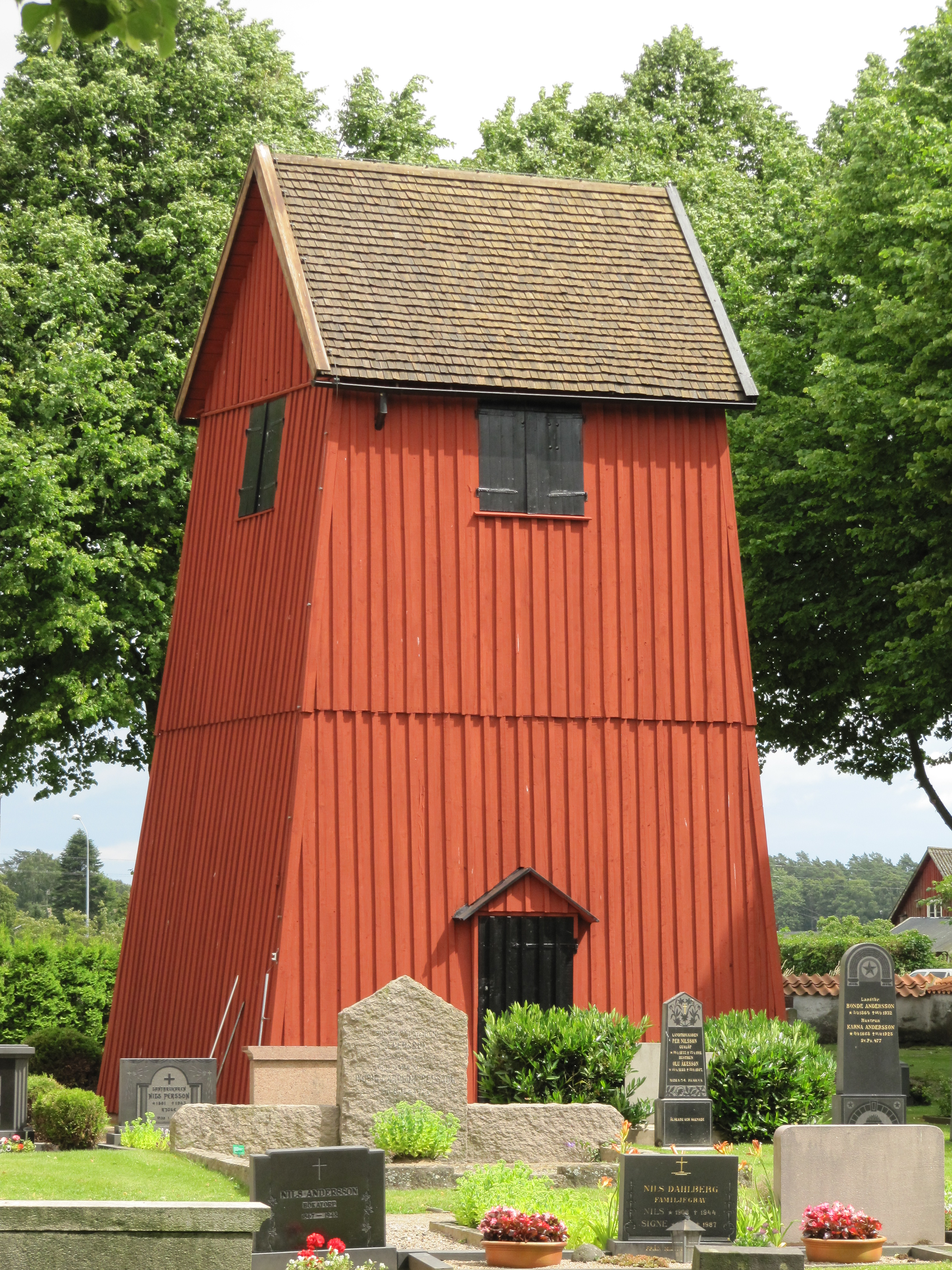
Klockstapeln från 1700-talet.